# العلاقات النرويجية الجنوب إفريقية
العلاقات النرويجية الجنوب أفريقية هي العلاقات الثنائية التي تجمع بين النرويج وجنوب أفريقيا.

## مقارنة بين البلدين
هذه مقارنة عامة ومرجعية للدولتين:
| وجه المقارنة                                              | النرويج                                                   | جنوب أفريقيا |
| --------------------------------------------------------- | --------------------------------------------------------- | --- |
| المساحة (كم2)                                             | 385.21 ألف                                                | 1.22 مليون |
| عدد السكان (نسمة)                                         | 5.33 مليون                                                | 57.73 مليون |
| الكثافة السكانية (ن./كم²)                                 | 13.84                                                     | 47.32 |
| العاصمة                                                   | أوسلو                                                     | بريتوريا، بلومفونتين، كيب تاون |
| اللغة الرسمية                                             | بوكمول، لغات السامي، نينوشك، اللغة النرويجية              | لغة إنجليزية، اللغة الأفريقانية، اللغة النديبلي الجنوبية، اللغة السوثو الشمالية، اللغة السوتية، لغة سوازي، اللغة التسونجا، اللغة التسوانية، اللغة الفيندية، اللغة الكوسية، اللغة الزولوية |
| العملة                                                    | كرونة نروجية                                              | راند جنوب أفريقي |
| الناتج المحلي الإجمالي (بليون دولار)                      | 398.83 مليار                                              | 349.42 مليار |
| الناتج المحلي الإجمالي (تعادل القوة الشرائية) بليون دولار | 322.23 مليار                                              | 725.91 مليار |
| الناتج المحلي الإجمالي الاسمي للفرد دولار أمريكي          | 74.40 ألف                                                 | 5.72 ألف |
| الناتج المحلي الإجمالي للفرد دولار أمريكي                 | 65.61 ألف                                                 | 13.05 ألف |
| مؤشر التنمية البشرية                                      | 0.944                                                     | 0.666 |
| رمز المكالمات الدولي                                      | +47                                                       | +27 |
| رمز الإنترنت                                              | .no                                                       | .za |
| المنطقة الزمنية                                           | ت ع م+01:00، ت ع م+02:00، توقيت وسط أوروبا، أوروبا/أوسلو ‏ | ت ع م+02:00، أفريقيا/جوهانسبرغ ‏ |

## منظمات دولية مشتركة
يشترك البلدان في عضوية مجموعة من المنظمات الدولية، منها:
| علم المنظمة | اسم المنظمة                        | تاريخ انضمام النرويج | تاريخ انضمام جنوب أفريقيا |
| ----------- | ---------------------------------- | -------------------- | ------------------------- |
|             | وكالة ضمان الاستثمار متعدد الأطراف | 9 أغسطس 1989         | 10 مارس 1994              |
|             | الأمم المتحدة                      | 27 نوفمبر 1945       | 7 نوفمبر 1945             |
|             | الفريق المعني برصد الأرض           | ?                    | ?                         |
|             | منظمة حظر الأسلحة الكيميائية       | ?                    | ?                         |
|             | منظمة التجارة العالمية             | 1995                 | 1995                      |
|             | منظمة الشرطة الجنائية الدولية      | ?                    | ?                         |
|             | البنك الإفريقي للتنمية             | 1963                 | ?                         |
|             | مؤسسة التنمية الدولية              | 24 سبتمبر 1960       | 12 أكتوبر 1960            |
|             | نظام تحكم تكنولوجيا القذائف        | 1990                 | 1995                      |
|             | يونسكو                             | 4 نوفمبر 1946        | 4 نوفمبر 1946             |
|             | الاتحاد البريدي العالمي            | ?                    | ?                         |
|             | البنك الدولي للإنشاء والتعمير      | 27 ديسمبر 1945       | 27 ديسمبر 1945            |
|             | المنظمة الهيدروغرافية الدولية      | ?                    | ?                         |
|             | الاتحاد الدولي للاتصالات           | 1866                 | 1910                      |
|             | مؤسسة التمويل الدولية              | 20 يوليو 1956        | 3 أبريل 1957              |
|             | مجموعة الموردين النوويين           | ?                    | ?                         |

## أعلام
هذه قائمة لبعض الشخصيات التي تربطها علاقات بالبلدين:
- غوردون ايغسوند (26 يوليو 1956[26] – )

## وصلات خارجية
- موقع وزارة الخارجية النرويجية
- موقع وزارة الخارجية الجنوب أفريقية